# Need for Speed: Most Wanted (jeu vidéo, 2005)
Ne doit pas être confondu avec Need for Speed: Most Wanted (jeu vidéo, 2012).
Need for Speed: Most Wanted est un jeu vidéo de course développé par EA Black Box et édité par Electronic Arts, sorti en Europe à partir du 11 novembre 2005,,.
Comme dans les opus précédents, le jeu reprend les déplacements libres du joueur dans un monde ouvert pour rejoindre un départ de course de rue ou un point de modification et personnalisation du véhicule. La police y fait son retour et développe des moyens variés et proportionnels pour appréhender le joueur qui ne cesse de les défier durant la progression de la carrière.
Les versions sur consoles portables sont différentes. Celle sur PSP est titrée Need for Speed: Most Wanted 5-1-0.

## Trame
Le joueur arrive dans l'état de Rockport et participe à des courses de rues, illégales et dangereuses.  Victorieux à plus d'une fois, il attire la convoitise de ses concurrents et à la suite d'un sabotage, perd son véhicule durant une course. L'adversaire qui s'en est emparé est devenu le numéro 1 de la Liste Noire, liste des pilotes les plus recherchés par la police de Rockport suites à leurs victoires en duel, le grand nombre d'infractions non honorées et leur provocations vis à vis des forces de l'ordre. Chaque adversaire impose une série de courses à gagner ainsi que des défis à réussir face à la police. Pour récupérer sa voiture, le joueur n'a donc d'autre choix que d'affronter les membres un par un, gagner des courses, provoquer la police et devenir à son tour le numéro 1 de la Liste Noire. 

### Scénario
Le joueur arrive dans la ville fictive de Rockport City au volant de sa BMW M3 GTR. Il engage une course de rue avec Mia Townsend (Josie Maran), et montre son talent jusqu'à ce que Cross (Dean McKenzie), un sergent vétéran de la police, lui bloque la route. Celui-ci a pour objectif personnel d'interdire les courses de rue dans Rockport. Prenant le joueur en flagrant délit, et Mia s'étant enfuie entretemps, Cross est sur le point de l'arrêter quand il est appelé pour une urgence. Avant de quitter, il avertit cyniquement le joueur qu'il n'aura pas autant de chance la prochaine fois et part en mission. Le joueur participe cependant à d'autres courses de rue et y croise un certain Rog (André Sogliuzzo), qui lui témoigne sa sympathie et le mets en garde contre les méthodes du pilote Clarence « Razor » Callahan (Derek Hamilton). Ce dernier, irrité par le succès du joueur, propose un défi avec pour condition que le perdant cède sa voiture au vainqueur. La course est lancée et alors que le pilote et Razor sont au coude à coude, la BMW rend l'âme subitement. Sans possibilité de fuir, faute de véhicule, le joueur est arrêté par Cross.
Il est libéré peu après par manque de preuves contre lui. Mia le récupère à sa sortie du commissariat à bord de sa Mazda RX-8 et l'informe que Razor est devenu, grâce à la BMW du joueur, le numéro 1 de la Liste Noire, liste des 15 pilotes les plus recherchés par la police d'état de Rockport. Pour récupérer sa voiture, le joueur doit donc participer aux courses de rues, défier un à un les membres de la liste pour monter en popularité et enfin se mesurer à Razor pour récupérer la BMW. Il acquiert donc une nouvelle voiture et Mia lui donne rendez-vous à une planque, et le conseille pour atteindre son but. Il sera également aidé par Rog qui lui donnera des astuces pour les courses et les poursuites. 
Les rivaux sont défaits un par un, et le joueur est récompensé en réputation, voitures, améliorations et argent. 
Après ce long parcours, le joueur défie enfin Razor. Il gagne mais Razor, furieux, refuse de céder la BMW M3 GTR et défie le joueur de venir récupérer les clés lui-même. Mia intervient et confisque les clés, mais face au ton menaçant que prend Razor, Mia le maîtrise et dévoile son arme aux autres membres de la Liste noire, les dissuadant d'intervenir face à la policière infiltrée. Alors que la police et Cross arrive sirènes hurlantes, Mia lance les clés au joueur, qui s'enfuit au volant de sa BMW enfin récupérée. Sous l'ordre d'un sergent Cross furieux face à la fuite du joueur, maintenant à la tête de la Liste noire et donc le plus recherché de tout l'état, tous les policiers de la ville se lancent à sa poursuite pendant que Razor est arrêté avec tous les autres membres de la Liste noire.
Poursuivit sans relâche par tous les policiers de l'état, le joueur est contacté par Cross, le félicitant pour son aide ayant permis d'arrêter tous les membres de la liste noire sauf lui. S'il se rend, Cross saura s'en souvenir ... Mia le contacte ensuite et évoque un pont dont la construction est inachevée. Il finit par s'échapper pour de bon de Rockport City en utilisant le pont comme tremplin. Les voitures de police, Cross à leur tête, ne réussissent pas à faire de même. Défait, Cross ajoute alors le dossier du joueur à la liste des criminels les plus recherchés.

## Système de jeu

### Environnement
Le système de jeu permet au joueur de se déplacer dans un monde ouvert parcouru par un réseau routier riche et varié, et n'est pas cantonné à des circuits fermés en tant que tel. Le réseau urbain alterne entre tunnels autoroutier, avenues, chemins étroits, parkings, zones industrielles, résidentielles ou balnéaires, forêts, parcs ... et se déroule dans une ambiance automnale passant progressivement du jour au crépuscule au fil du scénario.  
L'état de Rockport se compose de trois régions, débloquées dans cet ordre au fil de la progression : 
- Rosewood : région rurale, le réseau routier est sinueux et de largeur variable selon les quartiers.
- Camden : région balnéaire et industrielle parsemée de collines. Le réseau routier et dense, étroit et accidenté.
- Rockport City : ville très urbanisée parsemée de gratte-ciels et dotée de larges avenues ondulantes mais la mauvaise visibilité aux intersections routières peut surprendre.

Par région, le joueur peut trouver une planque, correspondant à un garage où il a accès au menu de jeu, choix de véhicule, niveau de recherche ... ainsi que d'une cachette pour échapper à la police. Grâce à Mia, il pourra consulter également son dossier en infiltrant la base de données de la police de Rockport et prendre connaissance de son palmarès d'infractions face à la police. Sont également présentes dans les régions les boutiques, pour acheter des éléments améliorant les performances du véhicule ou modifier son apparence, et les concessionnaires où le joueur peut acheter des véhicules supplémentaires pour diversifier ses possessions et faire face à la puissance croissante des adversaires et de la police. Les véhicules et les améliorations disponibles ainsi que les niveaux de recherche se débloquent suivant la progression du joueur dans le scénario.
Le joueur peut se déplacer à sa guise aux endroits correspondant à un départ de course ou d'un duel, dans une boutique en passant préalablement chez le concessionnaire ou explorer librement la carte, et ce sans être impliqué dans une compétition, au milieu du trafic. Celui-ci est fluide et composé majoritairement de voitures classiques, mais aussi de camions de différents gabarits dont notamment des grumiers. Si le joueur est recherché par la police et qu'il croise une patrouille, une poursuite s'enclenche aussitôt, même en exploration libre.

### Pilotage et interface
Le joueur peut être contacté par messagerie vocale ou écrite par différents personnages et ceux-ci peuvent être consulté n'importe quand durant le jeu en ouvrant la boite de messagerie. Des raccourcis permettent également au joueur de se rendre immédiatement sur la ligne de départ d'une course sans devoir conduire jusque là.
Les véhicules peuvent être modifiés dans les boutiques selon leur apparences (carrosserie, ailerons, jantes, ...), couleurs (carrosseries, stickers, coloration du pare brise, des jantes ...) et performances (moteur, transmission, turbo, freins, pneus, nitro ...). Selon les pièces installées, le joueur peut régler différents paramètres tels que le dosage du débit de nitro, la plage d'action du turbo, la garde au sol, l'équilibrage des freins ... adaptable au tracé de la course proposée ou pour avoir plus de répondant durant les poursuites.
Modifier l'apparence visuelle permet de réduire le niveau de recherche d'un véhicule, et utiliser une autre voiture focalise l'attention de la police délaissant le véhicule précédemment recherché, voyant son indice de recherche décroitre progressivement. Si le joueur est repéré durant l'exploration libre ou une course, le niveau de poursuite reprend au niveau de recherche actuel et non depuis le début.
Outre la nitro, qui se recharge progressivement après utilisation, le joueur dispose d'un outil : le supercontrôle. Il active pendant quelques secondes un ralenti permettant au joueur d'effectuer une manœuvre délicate, irréalisable ou trop risquée. Il double aussi le poids de la voiture, permettant de passer les barrages de police plus facilement ou d'éjecter ses adversaires lors d'une course. Comme pour la nitro, cet outil demande un temps de rechargement avant d'être utilisé à nouveau.
Lors de départs, il est judicieux de doser le régime moteur pour que celui-ci soit dans une plage idéale et génère une accélération maximale. Si trop bas, le joueur démarre à la traine et si trop haut, le joueur patine et perd du temps.

### Courses urbaines
Chaque membre de la liste noire propose une liste de courses au joueur, et demande qu'il en sorte victorieux pour un certain nombre. Les courses permettent de gagner de l'argent qui sera dépensé dans l'achat de nouvelles voitures, d'améliorations, dans leur apparence ou encore en guise de pots de vin si le joueur a été arrêté par la police. Les nombres de courses proposées et de victoires exigées vont de pair avec le niveau du rival à affronter. Les courses sont des tracés balisés dans la ville et il est impossible de le quitter sans abandonner la course. Des raccourcis sont cependant utilisables mais leur parcours est souvent alambiqué et très étroit. Une fois la course terminée, le joueur repasse en exploration libre sauf si une poursuite a été déclenchée durant la course. Plusieurs types de courses sont proposés :
- Sprint : rallier le plus rapidement possible un point A à un point B.
- Circuit : Parcourir un tracé, généralement trois fois.
- Élimination directe : circuit durant lequel le dernier concurrent passant la ligne d'arrivée est éliminé à chaque tour.
- Photo radar : A des points précis du sprint, mentionnés sur la minicarte, des radars enregistrent la vitesse des concurrents. Le vainqueur est celui qui possède la vitesse cumulée la plus élevée. À noter que 10 km/h sont retirés de ce total pour chaque seconde de retard dès qu'un des coureurs a franchi la ligne d'arrivée.
- Drag : Courte compétition où le joueur doit passer les vitesses au bon moment, en évitant le sous régime ou le sur régime et en veillant à ne percuter aucun véhicule civil sinon il subira une perte de vitesse voire une destruction du moteur, menant à une défaite immédiate. Un surrégime excessif provoque également la destruction du moteur. La voiture se déplace sur des couloirs qui épousent la forme du tracé, le joueur ne tournant à gauche ou à droite que pour changer de couloir.
- Contre-la-montre : De nombreux péages sont dispersés dans Rockport et il faut rallier les différents péages dans le temps imparti.

Les courses peuvent être rejouées à volonté, les finances gagnées à chaque participation pouvant être investies dans les voitures.

### Poursuites
Le joueur se voit confronté aux forces de l'ordre qui tentent de l'arrêter à la suite de son comportement illégal et provoquant. Comme pour les autres éditions où la police est présente, le joueur est averti par radio des intentions des forces de l'ordre et dispose d'un radar indiquant la direction et la distance le séparant du policier le plus proche. Le joueur évolue librement durant les poursuites, les forces de l'ordre tentant d'anticiper sa route. La liberté est donc totale et le joueur peut tromper les forces de l'ordre en changeant de direction au dernier moment, feintant de prendre une direction, faire demi-tour brusquement ou profiter des raccourcis. La poursuite prend fin dès que le joueur est arrêté ou au contraire s'il parvient à s'enfuir et à rester hors de vue. À l'inverse, lorsqu'une poursuite dure trop longtemps à un niveau donné, la police passe au niveau de recherche supérieur. Ils sont au nombre de 7 :
- Niveau 1 : voitures de patrouille. Ces véhicules suivent le joueur à bonne distance et s'approchent lentement si le joueur s'arrête.
- Niveau 2 : voitures de patrouille banalisées. Ces véhicules sont plus nombreux et plus puissants. Ils sont plus persévérants et placent des barrages de voitures si la situation ne s'améliore pas
- Niveau 3 : voitures de poursuite. Ces voitures sportives sont plus agressives et n'hésitent pas à percuter le joueur. Les barrages sont plus nombreux et de puissants SUV, les Rhinos, tentent de percuter violemment le joueur de face pour le bloquer ou le désorienter.
- Niveau 4 : voitures de poursuite banalisées et Rhinos Supercharger. Encore plus puissantes et agressives, ces voitures pourchassent le joueur dans les moindres recoins et il est très difficile de les semer. Des barrages et des herses sont placés sur le parcours possible du joueur et un hélicoptère est appelé en renfort. Le joueur ne peut se dissimuler tant que l'hélicoptère l'a en visuel et la poursuite continue jusqu'au moment où il signale un manque de carburant et s'absente pour faire le plein avant de revenir à nouveau.
- Niveau 5 : Corvette C6. Ces voitures sont très difficiles à semer vu leur nombre et leur puissance. Très agressives, elles tentent par tous les moyens de bloquer le joueur en le percutant, en lui coupant la route au détour d'un virage et en plaçant davantage de barrages et de herse avec le soutien d'un hélicoptère. Le Sergent Cross peut apparaître personnellement dans les poursuites à partir de ce niveau.
- Niveau 6 : Corvette C6 banalisées, Rhinos Supercharger, Sergent Cross. Ce dernier niveau n'est disponible que pendant la dernière mission, au paroxysme de la volonté de Cross d'intercepter tous les pilotes de la Liste Noire alors que le joueur devenu numéro 1 vient de filer sous son nez. Il est impossible de les semer et seule l'aide de Mia permettra au joueur de leur échapper.
- Niveau 7 : Rhinos Supercharger et hélicoptères. Ce niveau de recherche est uniquement accessible dans le défi n°69, disponible dans la version Black Edition du jeu. Les hélicoptères reviennent plus rapidement par rapport aux autres niveaux.

Pour faire face à ces policiers chevronnés, le joueur dispose de quelques atouts. D'abord, le niveau de poursuite est bridé selon la progression dans le scénario et les voitures disponibles à l'achat pour ne pas déséquilibrer les poursuites. Ensuite, selon les conseils de Rog, le joueur peut heurter les véhicules de police qui composent un barrage. S'il les heurte sur l'arrière, les véhicules seront projetés en l'air et le joueur pourra passer. Le supercontrôle et l'utilisation de nitro sont souvent salutaires dans ces situations. Des édifices "Stop-Poursuite" existent également, le joueur les heurte à grande vitesse et l'édifice s'effondre, laissant au joueur le temps de passer et détruisant les poursuivants qui heurtent les débris. Des semi-remorques, plus exactement des grumiers, peuvent également être utilisés de cette façon : en heurtant l'arrière de la remorque, les attaches cèdent et libèrent les troncs qui peuvent également endommager les véhicules de police.
Lorsque le joueur est hors de vue, la police abandonne sa recherche dans un délai correspondant au niveau atteint. Si le joueur est aperçu avant la fin du décompte, la poursuite reprend aussitôt. Il existe sur la carte des cachettes, signalées quand le joueur est hors de vue, qui réduisent considérablement le décompte d'abandon si le joueur les atteint sans être repéré. Il peut également risquer de rouler jusqu'à une de ses planques et la poursuite prendra fin immédiatement s'il y parvient.
La prime obtenue à la fin de la poursuite dépend du nombre et du type de véhicules heurtés ou détruits, ainsi que du nombre d'hélicoptères envoyé. La prime est proportionnelle au niveau et à la durée de la poursuite.  
Si le joueur est arrêté, la prime est perdue et il doit payer une caution pour récupérer son véhicule et une marque d'arrestation y est notée. Après trois arrestations, le véhicule est confisqué. Si le joueur ne dispose de plus aucun véhicule, le scénario prend fin et la partie est perdue. Des marques d'arrestation supplémentaires ou des sorties de prison peuvent être gagnées en défiant les membres de la Liste Noire.

### Défis
Le joueur doit non seulement réussir des courses mais aussi posséder une prime de recherche suffisante. Celle-ci est d'autant plus élevée que le joueur donne du fil à retordre aux forces de l'ordre. Pour gonfler cette prime, le joueur peut relever certains défis :
- Radar : passer sous un radar à une vitesse minimale imposée, en exploration libre
- Faire durer la poursuite  : rester impliqué dans une poursuite un temps minimum
- Écourter la poursuite  : s'échapper endéans le délais demandé
- Percuter : heurter un nombre donné de véhicules de police
- Détruire : détruire un nombre donné de véhicules de police
- Barrages : passer outre un nombre indiqué de barrages
- Herses : Passer outre un nombre indiqué de herses
- Prime : atteindre une prime minimale en détruisant des véhicules de police
- Dégâts : générer une certaine quantité de dégâts en heurtant les véhicules de police, civils ou les infrastructures routières.
- Infractions : la police doit constater un nombre d'infractions donné sur les 7 possibles.

Chaque défi relevé pendant une poursuite est récompensé par une prime ajoutée à la prime de base générée par les infractions durant la poursuite elle-même.
Si le joueur n'a pas une prime suffisante pour défier un rival, il peut déclencher une poursuite via le menu contextuel pour se retrouver face à un policier et combler la différence.

### Duels
Tout le scénario du jeu est basé sur les duels et la progression dans la Liste Noire. Les adversaires du joueur exigent de lui une réussite dans les courses et une prime de recherche minimale, forçant le joueur à participer aux courses pour gagner de l'argent, acheter des véhicules plus puissants et modifiés pour s'assurer la victoire mais également renforcer son statut de pilote recherché via les poursuites.
Chaque pilote est présenté par une biographie succincte et une courte cinématique. Ils proposeront un nombre croissant d'épreuves (de 2 à 5) et le joueur doit sortir victorieux pour chacune d'entre elles. Ensuite le joueur peut choisir 2 passes sur 6 proposées par le vaincu, comprenant la carte grise du véhicule adverse, mais aussi de l'argent, des sorties de prison, des marques d'arrestation supplémentaires ou encore des pièces spécifiques.

#### Personnages
La majorité des personnages du jeu vidéo sont des pilotes membres de la Liste Noire, classés ci-dessous par ordre hiérarchique décroissant :
1. "Razor" - Clarence Callahan - Originaire de Beacon Point - BMW M3 GTR et Ford Mustang au début du jeu
2. "Bull" - Toru Sato - Originaire de Cascade Park - Mercedes-Benz SLR McLaren
3. "Ronnie" - Ronald McCrea - Originaire de Seaside - Aston Martin DB9 (obtenu à la suite de son diplôme) et Toyota Supra au début du jeu (voiture de base)
4. "JV" - Joe Vega - Originaire de Dunwich Village - Dodge Viper
5. "Webster" - Wes Allen - Originaire de Camden Beach - Chevrolet Corvette
6. "Ming" - Hector Domingo - Originaire de Rockport - Lamborghini Gallardo
7. "Kamikaze" (Abrégé en Kaze) - Kira Nakazato - Originaire de Ocean Hills - Mercedes-Benz Classe CLK
8. "Jewels" - Jade Barrett - Originaire de North Bay - Ford Mustang
9. "Earl" - Eugene James - Originaire de Gray Point - Mitsubishi Lancer Evolution VIII
10. "Baron" - Karl Smith - Originaire de Heritage Heights - Porsche Cayman S
11. "Big Lou" - Lou Park - Originaire de East Rosewood - Mitsubishi Eclipse
12. "Izzy" - Isabel Diaz - Originaire de North Rosewood - Mazda RX-8
13. "Vic" - Victor Vasquez - Originaire de Petersburg - Toyota Supra
14. "Taz" - Vince Kilic - Originaire de Rockridge - Lexus IS 300
15. "Sonny" - Ho Seun - Originaire de Hillcrest - Volkswagen Golf GTI

Rog, coureur rencontré durant une course au début du scénario mais dont on n'entend que la voix, met en garde le joueur contre Razor. Celui-ci étant injustement battu, Rog le contacte régulièrement pour lui apporter ses conseils ou l'informer de sa réputation au sein de la Liste Noire.
Mia, également pilote, rencontre le joueur plusieurs fois. Elle l'aide à s'implanter à la suite de la perte de sa BWM M3 GTR et lui donne également quelques astuces. Elle lui permet même d'infiltrer son dossier dans le registre de la police de Rockport et de connaitre ses infractions ainsi que celles des autres membres de la liste Noire et le classement qui en est fait. On apprend à la fin du scénario qu'elle est agent infiltré au sein des coureurs, mais son comportement ambigu (sa fuite face à Cross, son aide pour s'infiltrer dans le dossier de police, qu'elle menace toute la liste noire en dévoilant son arme, le fait qu'elle laisse le pilote s'échapper dès qu'elle a récupéré les clefs sur Razor) laissent naitre quelques spéculations sur ses vraies intentions.

#### Voitures
Les voitures sont classées par ordre de déblocage. Celles avec un * sont présentes dans la version PSP, celles avec ** dans la version GBA et celles avec *** dans les 2 :
- Fiat Grande Punto
- Chevrolet Cobalt SS***
- Volkswagen Golf V GTI***
- Audi TT 3.2 Quattro***
- Audi A3 3.2 Quattro
- Mitsubishi Eclipse GT***
- Audi A4 3.2 FSI Quattro
- Toyota Supra
- Renault Clio II V6
- Mazda RX-8***
- Cadillac CTS
- Ford Mustang GT***
- Mitsubishi Lancer Evolution VIII***
- Mercedes-Benz SL 500
- Pontiac GTO
- Vauxhall Monaro VXR
- Porsche Cayman S
- Subaru Impreza WRX STI***
- Mazda RX-7
- Mercedes-Benz CLK 500
- Lotus Elise**
- Aston Martin DB9
- Porsche 911 Carrera S
- Dodge Viper SRT-10
- Lamborghini Gallardo***
- Porsche 911 Turbo S
- Chevrolet Corvette C6***
- Lamborghini Murcielago
- Ford GT***
- Mercedes-Benz SLR McLaren
- Porsche Carrera GT***
- BMW M3 GTR***
- Mercedes-Benz SL 65 AMG
- Chevrolet Corvette C6.R
- Porsche 911 GT2
- Chevrolet Camaro SS (Black Edition)
- BMW M3 GTR (Street)* (Black Edition)
- Mazda 3 (PSP)
- Porsche 911 Carrera 4S (PSP)

## Développement

### Versions
Le jeu est sorti fin 2005 en cinq versions :
- Les versions PC et Xbox 360 offrent le plus haut niveau de détails, avec l'affichage 1080i sur la machine de Microsoft. La version Xbox 360 est la seule à avoir les vinyles sur les véhicules en HD.
- Curieusement, en 2012, Need for Speed Most Wanted sort après 7 ans sur Playstation 3 et en non HD. Tournant sur l'émulateur interne PS2, il est totalement identique au versions 128 bits. Uniquement disponible en format téléchargeable sur le Playstation Store. Il disparaît de ce dernier sur PS3 à la sortie de l'opus éponyme de Criterion.
- Les versions 128 bits (PS2, Xbox, Game Cube) sont identiques au précédentes excepté pour l'absence de HD. Le jeu Game Cube ne profite pas de la météo dynamique.
- La version Nintendo DS est entièrement en 3D mais dispose de graphismes très simplistes et d'un gameplay moins facile que les autres NFS sur DS. Le jeu est assez court, il y a au total 15 voitures dans le jeu. Certains pilote sont absents de la version Nintendo, et les noms de ceux-ci changent.

- La version GBA évolue très peu graphiquement par rapport à NFSU 2, même si le tracé (de jour) et les voitures sont assez bien rendues.
- La version PSP, intitulée 5-1-0, propose en plus de la liste noire d'incarner la police à la poursuite des véhicules modifiés. Les voitures des pilotes de la liste noire ainsi que le tracé des circuits différent légèrement des versions console et PC. Il ne possède pas de mode exploration. Graphiquement il est plus proche de la version PS2 que de la version Nintendo DS.

### Bande son
1. Styles Of Beyond - Nine Thou (Superstars Remix)
2. T.I. Presents the P$C - Do Ya Thang
3. Rock - I Am Rock
4. Suni Clay - In A Hood Near You
5. The Perceptionists - Let's Move
6. Juvenile - Set's Go Up
7. Hush - Fired Up
8. DJ Spooky & Dave Lombardo - B-Side Wins Again feat. Chuck D
9. Celldweller feat. Styles Of Beyond - Shapeshifter
10. Lupe Fiasco - Tilted
11. Ils - Feed The Addiction
12. Celldweller - One Good Reason
13. Hyper - We Control
14. Static-X - Skinnyman
15. Diesel Boy + Kaos - Barrier Break
16. Disturbed - Decadence
17. The Prodigy - You'll Be Under My Wheels
18. The Roots and BT - Tao Of The Machine (Scott Humphrey's Remix)
19. Stratus - You Must Follow (Evol Intent VIP)
20. Mastodon - Blood And Thunder
21. Evol Intent, Mayhem & Thinktank - Broken Sword
22. Bullet For My Valentine - Hand Of Blood
23. Paul Linford and Chris Vrenna - The Mann
24. Avenged Sevenfold - Blinded In Chains
25. Jamiroquai - Feels Just Like It Should (Timo Maas Remix)
26. Paul Linford and Chris Vrenna - Most Wanted Mash Up
27. Redman + Dj Kool - Let's get dirty

## Postérité

### Need for Speed: Most Wanted (2012)
Le 4 juin 2012, Electronic Arts annonce officiellement le lancement d'un jeu vidéo Need for Speed basé sur l'édition Most Wanted de 2005 lors de l'E3 2012 à Los Angeles.

### Black Edition
Cette réédition, créée spécialement pour célébrer les 10 ans de la série des Need For Speed, est dotée de contenus supplémentaires dont un défi inédit, des véhicules supplémentaires, des vinyles inédits et un DVD bonus. En Europe, seule la version PlayStation 2 dispose de la réédition, alors qu'aux États-Unis, les versions Windows et Xbox en bénéficient aussi.